# Liopholidophis baderi
Liopholidophis baderi — вид змій родини Pseudoxyrhophiidae. Ендемік Мадагаскару.

## Поширення і екологія
Liopholidophis baderi відомі з типової місцевості, розташованої в Національному парку Андасібе-Мантадія на сході Мадагаскару. Вони живуть в тропічних лісах.